# Santuario del Santo Ecce-Homo
El Santuario del Santo Ecce-Homo se encuentra en la Villa de Bembibre, en la comarca de El Bierzo de la Provincia de León, Castilla y León, España, siendo el santuario en que se custodia y venera el Santo Ecce-Homo, patrono del Boeza, estando considerado el monumento más notable de Bembibre.
Su administración y gestión es competencia de la Cofradía del Santo Ecce-Homo.

## Historia
Sus orígenes se remontan a tiempos inmemoriales, existiendo en el lugar otra edificación anterior, que debió
ser una sencilla ermita con espadaña, dependiente de la cofradía de la Santa Resurrección y Vera Cruz, al igual que las existentes en muchos otros lugares de la comarca, prácticamente una en cada población, con diversas advocaciones.
Sobre este eremitorio existen numerosas referencias, incluso documentales, así como de las procesiones y otros actos religiosos que en él han tenido lugar, referencias que se remontan a los años 1552, 1675 (1647), o 1703, en que se anotan gastos sufragados por la iglesia parroquial de Castropodame por asistencia a la procesión del Ecce-Homo de Bembibre.
El Catastro del Marqués de la Ensenada, que se finaliza en Bembibre en el mes de septiembre de 1753, indica que existe una ermita en el camino real, extramuros de la villa, dedicada al Santo Ecce-Homo, permanentemente atendida por un viejo ermitaño o santero, cuyo sustento proviene de las limosnas de los fieles y de una renta de 180 reales que cobra al año, renta pagada por la cofradía de la Vera Cruz, que tiene a su cargo el culto de la imagen.
Una fecha señalada como nefasta es la del 2 de enero de 1809 cuando, dentro de las catástrofes que sufrió Bembibre a manos de la tropas inglesas y francesas en la Guerra de la Independencia Española, este eremitorio fue destruido por el ejército francés. (Ver Historia de Bembibre#Guerra de la Independencia)

## Composición
El Santuario del Santo Ecce-Homo se encuentra precedido por una cuidada alameda, situándose este al final del paseo que se inscribe en la misma.
Tras la destrucción sufrida en el año 1809, se inician las obras de reconstrucción seis años más tarde, con lentitud, por la penuria de medios y las disensiones surgidas entre la cofradía y los párrocos.. Por ello que la fábrica actual se circunscriba al siglo XIX.
El templo actual, con composiciones del barroco y el neoclásico, presenta una planta de cruz latina y amplia nave, con crucero y capilla mayor sobre el presbiterio, sacristías laterales, camarín y coro.
|  |
|  |

### Torre-campanario
Sobre la fachada principal se alza una soberbia torre de sección cuadrangular y tambor octogonal construida por el maestro Neira entre los años 1807 y 1808, con un coste de 70.000 reales. Se considera que se puede inspirar en el barroco compostelano, existiendo en Galicia varios ejemplares con características similares, especialmente la de la capilla del hospital de Cambados y otra en Ribadeo, según anota Díaz Carro.
El cubo que permite el acceso al campanario es de cantería, con tres cuerpos, y fue realizado en 1678 por el santanderino Juan Gómez de Velasco, alojando dos grandes campanas, la mayor de cien centímetros de diámetro en la boca, con 430 kilos de peso, ostentando la jaculatoria «Jesús, María y José» y con la leyenda «Díez me fundió el año 1860», y otra campana de noventa centímetros de diámetro, 30 kilos de peso, y que recoge «JHS María-San Teyvane-Año 1619».

### Iconografía
Tras la destrucción sufrida en la Guerra de la Independencia Española, y junto con las obras de reconstrucción de los componentes que se pueden denominar de fábrica, se inicia la recuperación del patrimonio iconográfico, unas labores que continuarán hasta la década de 1860, en que se considera que se completan, aun cuando es una labor continua que llega hasta la actualidad, con incorporación de nuevas imágenes, con constantes mejoras y embellecimiento del templo.
Se data en el año 1825 la reparación de las tallas del Santo Ecce-Homo y de San Antonio Abad, reparación efectuada por el dorador italiano Vicente Music.
En el presbiterio se sitúa el retablo mayor, de arquitectura clasicista, ensamblado en el año 1845 por el escultor local Pedro Corral Ramos, presidido por un «Cristo atado a la columna» al que todos llaman «Santo Ecce-Homo» o, simplemente, «El Santo», y que es el patrono del Bierzo Alto.
Este altar mayor se encuentra escoltado por dos retablos colaterales, de estilo neoclásico y traídos en el año 1844 del desamortizado Convento de Santa Mª Magdalena, de Cerezal de Tremor; el del lado del Evangelio bajo la advocación de Ntra. Sra. de los Dolores y el del lado de la Epístola dedicado a San Antonio Abad.
|  |  |
|  |  |
|  |  |

En la nave, en las proximidades del crucero y a ambos lados, se encuentran dos retablos: en el lado izquierdo un retablo, también clasicista, del último tercio del siglo XVIII y que restaura Pedro Corral en 1860, ocupando la hornacina la imagen de Jesús Resucitado, una imagen adquirida por la Cofradía del Santo Ecce Homo en el año 1954.
En el lado derecho se encuentra un retablo neoclásico del Santo Sepulcro, con cuatro relieves alusivos a la Pasión del Señor, que fue ejecutado, igualmente y en 1856, por Pedro Corral, y en el que se halla un Cristo yacente considerado de gran calidad, datado en el segundo tercio del siglo XVII.
Toda la iconografía es complementada con diversos elementos, como cuatro vidrieras del artista navarro José Luis Alonso, que representan a Santa Bárbara, San Antonio Abad, una estampa de la «Salida del Santo» y Santo Toribio de Astorga, aportando luz y policromía natural al interior del templo, y otros, como las puertas de acceso al Santuario, realizadas en 1994 en hierro forjado y bronce por el escultor Xelo de Tremiña.

## Tránsito de siglos
Transcurre el S. XIX, junto a las acciones encaminadas a la recuperación de los elementos, tanto arquitectónicos, urbanísticos e iconográficos que conforman "El Santo", con los preparativos que se realizan en 1858 para recibir a los reyes de España, doña Isabel II y su esposo don Francisco de Asís, usándose, para avisar de su llegada, la torre del Santuario, donde se sitúa un hombre de buena vista, Antonio de Cela, que recibe por este servicio dos reales, un periodo en el que, entre muchas otras acciones, se observa una especial preocupación por la dotación de imágenes y figuras destinadas a potenciar la Semana Santa.
En los inicios del siglo XX, 1909, se tiene noticia de la donación hecha por la señora Pilar Arias, acompañada de sus hijos Leoncio y Ceferino Rodríguez , y que recibe el Santo, de un pendón de nueve paños y cuatro colores, con especificación de su donante de que su uso sea exclusivo del Santuario, algo que cuestiona que el pendón, que no es una insignia religiosa, sino que era símbolo del señor o del concejo, pase a ser símbolo de ese concejo y de lo que se considera más representativo y aunador para la donante, el Santo, quizás según el lema “Las Campanas y el Pendón, del Pueblo son”, siendo que en los últimos tiempos se le da al pendón un carácter religioso porque se porta encabezando las procesiones y porque se guarda siempre en algún templo, por la simple razón de que antes no cabía, por su tamaño, en ningún otro sitio. Este pendón acompaña al Santo en la "Salida" del año 1910.

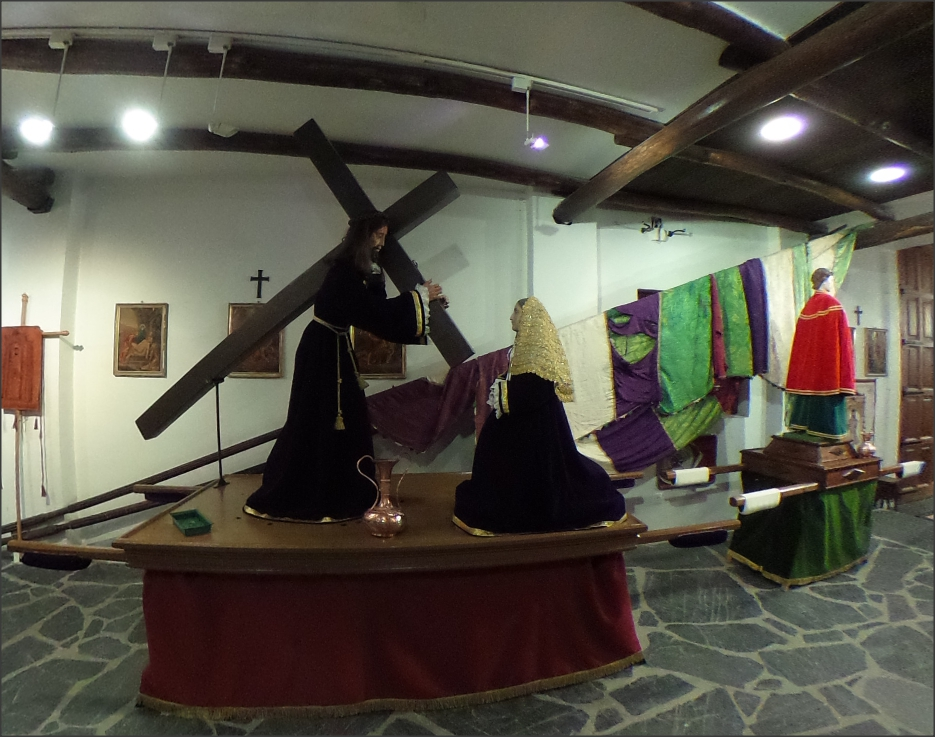
Pendón, junto con pasos procesionales, conservado en el Museo de Arte Sacro de Bembibre – (Pulse para visión omniorámica)

Las obras de todo tipo continuarán a lo largo del siglo XX, viéndose interrumpida la normal actividad por los trágicos acontecimientos de la revolución de octubre de 1934, que ocasionan el incendio y la práctica destrucción de la iglesia parroquial (ver historia de Bembibre), pero que no afectan milagrosamente al Santo, una alteración que tendrá su continuidad en la guerra civil española.
Finalizada esta, ya en el año 1945, se abordan una serie de obras que se consideran preferentes y urgentes, como son la instalación eléctrica en el interior del Santuario, el arreglo y plantación de árboles en el paseo del mismo, así como la iluminación de la fachada y su torre, iluminación y embellecimiento que es inaugurado en el mes de septiembre de ese año, con motivo de las fiestas patronales.
Estas obras continuarán a lo largo de los años –45 y 46 ampliación del paseo del Santuario– con unas muy importantes y complejas acciones iniciadas en 1980, ante las amenazas de las corrientes de aguas subterráneas, que pueden suponer, a corto plazo, el deslizamiento y el peligro de arrumbamiento, dado que el Santuario se encuentra construido sobre una ladera, consiguiéndose, finalmente, la consolidación y conservación del Santuario, incluso notables mejoras en algunos aspectos.
Ya en los finales del Siglo XX e inicios de siglo XXI, continúan las labores de mejora y embellecimiento, como la colocación de artísticas vidrieras en todos los huecos en el año 1982, o el cierre de todo el recinto, tanto del atrio como de todo el espacio que incluye el paseo del Santuario, notoriamente embellecido con la plantación de árboles, setos y plantas y la colocación de una serie de restos arqueológicos, como pilas, abrevaderos y de conducción de aguas, como se puede observar en omnioramas iniciales.
Los últimos años –2003– se han realizado obras de embellecimiento del templo, limpiando algunos muros para aflorar la piedra, como en el trascoro, donde se ha eliminado un falso tabique, lo que ha permitido abrir el hueco de la torre, colocándose sobre la pared de piedra un antiguo crucifijo, acompañado de las figuras de María y San Juan. Así mismo, se ha colocado mármol de buena calidad en el pasillo central y en el suelo del presbiterio, mereciendo especial mención el saneamiento del tejado, lo que ha permitido la instalación de un artesonado de madera de muy bella factura.
|  |  |